# Mangaba złotobrzucha
Mangaba złotobrzucha (Cercocebus chrysogaster) – gatunek ssaka naczelnego z podrodziny koczkodanów (Cercopithecinae) w obrębie rodziny koczkodanowatych (Cercopithecidae). Występuje w Afryce Środkowej. Jest zagrożony wyginięciem.

## Taksonomia
Gatunek po raz pierwszy zgodnie z zasadami nazewnictwa binominalnego opisał w 1900 roku brytyjski przyrodnik, geolog i paleontolog Richard Lydekker, nadając mu nazwę Cercocebus chrysogaster. Miejsce typowe to obszar na południe od rzeki Kongo, Demokratyczna Republika Konga. Holotyp to młodociany samiec (sygnatura BMNH Mammals 1939.3434) ze zbiorów Muzeum Historii Naturalnej w Londynie; po odłowieniu okaz typowy został wysłany do Carla Hagenbecka w Hamburgu, który przekazał go potem do Londynu.
Niektórzy autorzy uznają Cercocebus chrysogaster za podgatunek C. galeritus.
Autorzy Illustrated Checklist of the Mammals of the World uznają ten gatunek za monotypowy.

### Etymologia
- Cercocebus: gr. κερκος kerkos ‘ogon’; κηβος kēbos ‘małpa długoogoniasta’[9].
- chrysogaster: gr. χρυσος khrusos ‘złoty’; γαστηρ gastēr, γαστρος gastros ‘brzuch’[10].

## Zasięg występowania
Gatunek ten zamieszkuje Afrykę Środkową – występuje w Kotlinie Konga w Demokratycznej Republice Konga, na południe od rzeki Kongo. Dokładne północne, południowe i wschodnie granice występowania nie są w pełni znane, ale na podstawie aktualnych danych zachodnią granicę stanowi rzeka Kongo, północną granicę może stanowić rzeka Lulonga, a wschodnią prawdopodobnie rzeka Lomami.

## Morfologia
Są łatwe do odróżnienia od innych gatunków przez pomarańczowe futro z przodu ciała. Reszta ciała pokryta jest zazwyczaj czarnym, brązowym, białym, szarym futrem lub kombinacją tych kolorów. 
Brak konkretnych danych dotyczących wymiarów ciała. J. Kingdon w 1997 oszacował, że ich ciało osiąga od 45 do 66 cm, a ich ogon może mieć od 50 do 75 cm. Samce są nieco większe od samic. Samice mogą ważyć od 6 do 8 kg, a samce od 6 do 14 kg.

## Ekologia

### Biotop
Jego naturalnym środowiskiem jest głównie tropikalny las deszczowy; może też występować w lasach galeriowych, a czasami także w lasach wtórnych. Występuje maksymalnie do wysokości 500 m n.p.m.

### Odżywianie
Żywi się głównie pokarmem roślinnym, w szczególności liśćmi, owocami oraz nasionami, jednak może także zjadać owady. Mają mocne szczęki, dzięki którym mogą z łatwością otwierać skorupy twardych orzechów. Zwykle poszukują jedzenia przed wschodem słońca i zjadają je rano.

### Styl życia
Żyją w grupach liczących od 15 do 35 osobników, jednak zaobserwowano również grupy o liczbie około 100 osobników. Na wolności zwykle żyją od 25 do 27 lat, natomiast w niewoli dożywają nawet 35 lat.

### Rozmnażanie
Dojrzałość płciową osiągają w wieku od 4 do 7 lat (samce dojrzewają wolniej niż samice). Ciąża trwa od 160 do 180 dni, a w jednym miocie zazwyczaj rodzi się jedno młode. Młode po narodzinach waży około 500 gramów.

## Status zagrożenia
W Czerwonej księdze gatunków zagrożonych Międzynarodowej Unii Ochrony Przyrody i Jej Zasobów został zaliczony do kategorii EN (ang. endangered ‘zagrożony’).